# Зибза
Иљ (рус. Зыбза; адиг. Зыбзы) река је на југу европског дела Руске Федерације. Протиче преко територије Краснодарске покрајине, односно преко њеног Северског рејона. Притока је вештачког Крјуковског језера и део басена реке Кубањ и Азовског мора. 
Настаје спајањем река Велика и Мала Зибза. Дужина водотока је 32 km (од извора Велике Зибзе), а површина сливног подручја 97,1 km². 